# Condado de Lewis (Washington)
El condado de Lewis (en inglés: Lewis County), fundado en 1845, es uno de 39 condados del estado estadounidense de Washington. En el año 2009, el condado tenía una población de 74,741 habitantes y una densidad poblacional de 11 personas por km². La sede del condado es Chehalis.

## Geografía
Según la Oficina del Censo, el condado tiene un área total de 6309 km² (2435,9 mi²), de la cual 6237 km² (2408,1 mi²) es tierra y 75 km² (29,0 mi²) (1.18 %) es agua.

### Condados adyacentes
- Condado de Grays Harbor (norte/noroeste)
- Condado de Thurston (norte)
- Condado de Pierce (norte/noreste)
- Condado de Yakima (este)
- Condado de Skamania (sur/suroeste)
- Condado de Cowlitz (sur)
- Condado de Wahkiakum (sur/suroeste)
- Condado de Pacific (oeste)

### Áreas protegidas
- Bosque Nacional Gifford Pinchot
- Bosque Nacional Monte Baker-Snoqualmie
- Parque Nacional Monte Rainier
- Monumento Volcánico Nacional Monte Santa Helena

## Demografía
Según el censo de 2000, había 68,600 personas, 26,306 hogares y 18,572 familias residiendo en la localidad. La densidad de población era de 11 hab./km². Había 29,585 viviendas con una densidad media de 5 viviendas/km². El 92.96 % de los habitantes eran blancos, el 0.38 % afroamericanos, el 1.22 % amerindios, el 0.69 % asiáticos, el 0.18 % isleños del Pacífico, el 2.55 % de otras razas y el 2.01 % pertenecía a dos o más razas. El 5.37 % de la población eran hispanos o latinos de cualquier raza.
Los ingresos medios por hogar en la localidad eran de $35,511, y los ingresos medios por familia eran $41,105. Los hombres tenían unos ingresos medios de $35,714 frente a los $23,453 para las mujeres. La renta per cápita para el condado era de $17,082. Alrededor del 14.00 % de la población estaban por debajo del umbral de pobreza.

## Transporte

### Carreteras principales
- Interestatal 5
- U.S. Route 12

## Localidades
- Centralia
- Chehalis
- Fords Prairie
- Morton
- Mossyrock

- Napavine
- Pe Ell
- Toledo
- Vader
- Winlock

### Otras comunidades
- Adna
- Ajlune
- Alpha
- Boistfort
- Bunker
- Carlson
- Carriage Hill
- Ceres
- Cinebar
- Claquato
- Curtis
- Doty
- Dryad

- Ethel
- Evaline
- Galvin
- Glenoma
- Guerrier
- Harmony
- Kalber
- Klaber
- Knab
- Kosmos
- Lacamas
- Lindberg

- Littell
- Marys Corner
- Mineral
- Newaukum
- Onalaska
- Packwood
- Randle
- Saint Urbans
- Salkum
- Silver Creek
- Waunch Prairie
- Wildwood